# برانكو غراهوفاش
برانكو غراهوفاش (8 يوليو 1983 بغراديسكا في البوسنة والهرسك - ) هو لاعب كرة قدم بوسني في مركز حراسة المرمى. لعب مع نادي أوتسيلول غالاتسي ونادي بوليتكنيكا ياشي ونادي جيلييزنيتشار ساراييفو وKahramanmaraşspor ‏ ونادي زيتا غلوبوفاك وNK Bratstvo Gračanica ‏ وبوراتس تشاتشاك ‏.

## وصلات خارجية
- برانكو غراهوفاش على موقع اتحاد تركيا (لاعب) (الإنجليزية)
- برانكو غراهوفاش على موقع قاعدة بيانات كرة القدم.إي يو (الإنجليزية)
- برانكو غراهوفاش على موقع Soccerbase.com (لاعب) (الإنجليزية)
- برانكو غراهوفاش على موقع Soccerway.com (الإنجليزية)
- برانكو غراهوفاش على موقع عالم كرة القدم.نت (الإنجليزية)